# ニルギリラングール
ニルギリラングール(Nilgiri langur)は、南インドの西ガーツ山脈にあるニルギリ丘陵で見られるオナガザル科コロブス亜科のサルである。生息域には、カルナータカ州コダグやタミル・ナードゥ州のKodayar丘陵、またケーララ州やタミル・ナードゥ州の他の多くの丘陵地帯も生息域に含まれる。体の毛皮は光沢のある黒色で、手は金茶色である。大きさと尾の長さはハヌマンラングールと似ている。メスは太腿の内側に白い斑点がある。通常、9から10匹の群れを作る。食糧は果物、芽、葉等である。生息地破壊や、毛皮や媚薬としての効果を持つと信じられている肉を狙う密漁のため、危急種に分類されている。

## 分類
ニルギリラングールの分類については議論がある。伝統的には、頭蓋の形や新生児の毛皮の色等の形態的類似性に基づいてラングール属に分類されてきた。しかし、DNAやその他の証拠により、ニルギリラングールやカオムラサキラングールは、ハヌマンラングールとより近縁で、ハヌマンラングール属に分類されることが示唆された。

## 記載
頭部を含めた体長は、オスで78-80cm、メスで58-60cmであり、尾の長さは68.5-96.5cmである。オスの体重は9.1-14.8kg、メスの体重は10.9-12kgである。妊娠期間ははっきり分かっていないが、近縁のハヌマンラングールと同じ200日程度と考えられている。